# Takus Mana Corona
Takus Mana Corona est une corona, formation géologique en forme de couronne, située sur la planète Vénus par -19,6° S et 345,3° E. Elle est localisée dans le quadrangle de Carson. Elle a été nommée en référence à Takus Mana, déesse Hopi (États-Unis) de la fertilité. 

## Géographie et géologie
Takus Mana Corona couvre une surface circulaire d'environ 125 km de diamètre. 